# Festa de l'Estendard
La Festa de l'Estendard és la diada nacional de Mallorca, que commemora l'entrada a la Madina Mayurqa de les tropes de la Corona d'Aragó del Rei en Jaume el 31 de desembre de 1229. Aquest episodi històric posà fi al regne almohade i a la Mallorca musulmana i hom commemora, doncs, el naixement del regne de Mallorca. Es tracta d'una de les més antigues d'Europa, atès que data del segle xiii (1200s). Actualment, els actes principals se celebren a la plaça de Cort, amb una cerimònia civil presidida per l'Estendard, i posteriorment a la Seu, amb un acte d'acció de gràcies.
La festa de l'Estendard o festa de la Conquista de Mallorca ha estat històricament la commemoració anual del naixement del regne de Mallorca, per mitjà del naixement d'un estat propi en forma de regne, com també de la reincorporació del país a la cristiandat. Així, històricament hi ha tengut gran pes els tres estaments: el civil, representat per la Universitat del regne i, més tard, per l'Ajuntament; el religiós, representat pel Bisbat; i el reial, representat pel Rei o, en absència d'aquest, el Virrei i l'exèrcit. El poder civil honora la figura del Rei en Jaume, representada simbòlicament per l'Estendard, com a heroi fundador de la nació; mentre que el poder religiós destaca el poder evangelitzador del rei i la seva transcendència religiosa. El poder reial, en fi, honora la figura del rei en tant que se'n considera hereu.
Aquesta festa va contribuir en gran manera a la gran popularitat de la figura del rei i a la cohesió i vertebració nacional mallorquina, i va ajudar a fer perviure el record del rei en l'imaginari popular, el qual encara és viu a l'illa, més enllà dels estudis històrics dels acadèmics. Entre els elements amb més simbolisme i més característics de la festa destaquen el mateix estendard, les armes mítiques del Rei en Jaume, el retrat del rei, el Sermó de la Conquista, la Porta Pintada (avui desapareguda) i, més modernament, l'estàtua equestre del rei a la plaça de la Porta Pintada i la Colcada, poema de Pere d'Alcàntara Penya. La festa ha patit un llarg procés de decadència d'ençà de l'abolició de les institucions del regne el segle xviii, però ha estat mantenguda gràcies a la fidelitat del poble, que no hi ha deixat de participar malgrat la deixadesa de les institucions.

## Actes
Entre els actuals actes principals de la diada destaquen el cerimonial de col·locació de l'Estendard al bell mig de la plaça de Cort per part dels membres del consistori municipal i de la Cimera davall el retrat del Conqueridor; la desfilada de les autoritats fins a la catedral, amb acompanyament de música (Tamborers de la Sala, ministrils i banda municipal), de figures folklòriques tradicionals (cavallets i cossiers) i dels cavalls de la Confraria de Sant Jordi; l'ofici solemne, el retorn de les autoritats a la plaça de Cort i la posterior retirada de l'Estendard amb el comiat de la guàrdia d'honor. Aleshores segueix la declamació de La Colcada, poema de Pere d'Alcàntara Penya i Nicolau, i una mostra de balls tradicionals de Mallorca, a càrrec l'Escola Municipal de Música i Danses, després de les quals és costum fer el lliurament de les medalles d'or de la ciutat i el nomenament de fills il·lustres de la ciutat.
La vespra, les autoritats fan una ofrena floral a la Mare de Déu de la Salut, a l'església parroquial de Sant Miquel, atès que es considera una imatge portada per Jaume I amb la Conquesta. Més tard aquestes mateixes autoritats fan una altra ofrena al monument del Rei en Jaume davant l'estàtua eqüestre de la plaça de la Porta Pintada, juntament amb entitats ciutadanes.

## Història

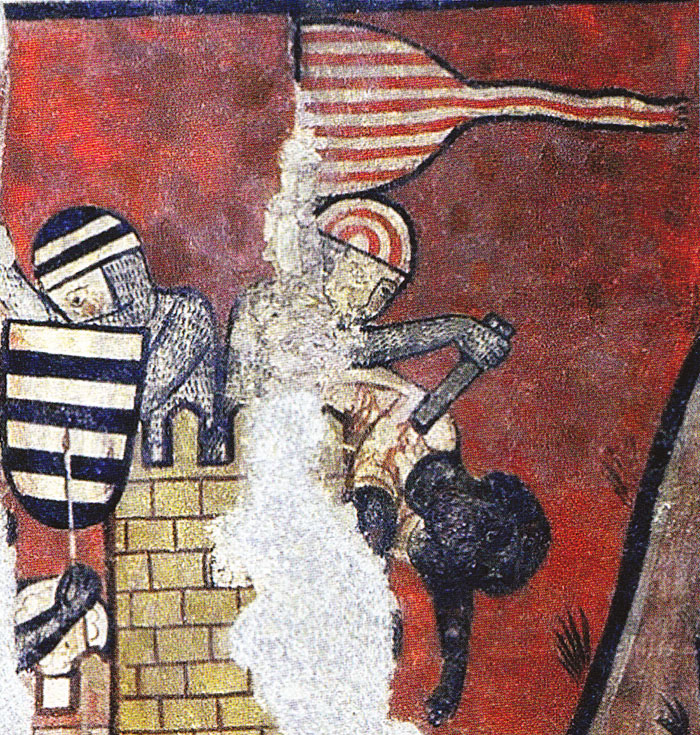
Assalt a Madina Mayūrqa el 31 de desembre del 1229 representada als frescos del Palau Aguilar de Barcelona i conservats al MNAC

La festa es degué començar a celebrar els primers anys després de la Conquista, primer com a simple commemoració d'uns fets recents i més tard com a homenatge al Rei i com a festa nacional. Ramon Muntaner hi va assistir el 1287, i tengué un paper important en el procés de convertir la festa en la festa més important del Regne durant l'edat mitjana i Moderna, i també en el naixement de la Diada Nacional del País Valencià a imatge de la festa mallorquina.
La festa depenia de la Universitat, la institució civil, però era cofinançada amb donacions del Rei i de l'Església, que també tenien intenció de legitimar el seu poder vinculant-se al Rei en Jaume.
Com es veu, es poden distingir clarament els tres estaments: el civil, representat per la Universitat del Regne i situat a Cort; el reial, representat pel governador, lloctinent o virrei (segons les èpoques) i situat al castell reial; i l'eclesiàstic, representat pel Bisbat de Mallorca i situat a la catedral.

### Els actes

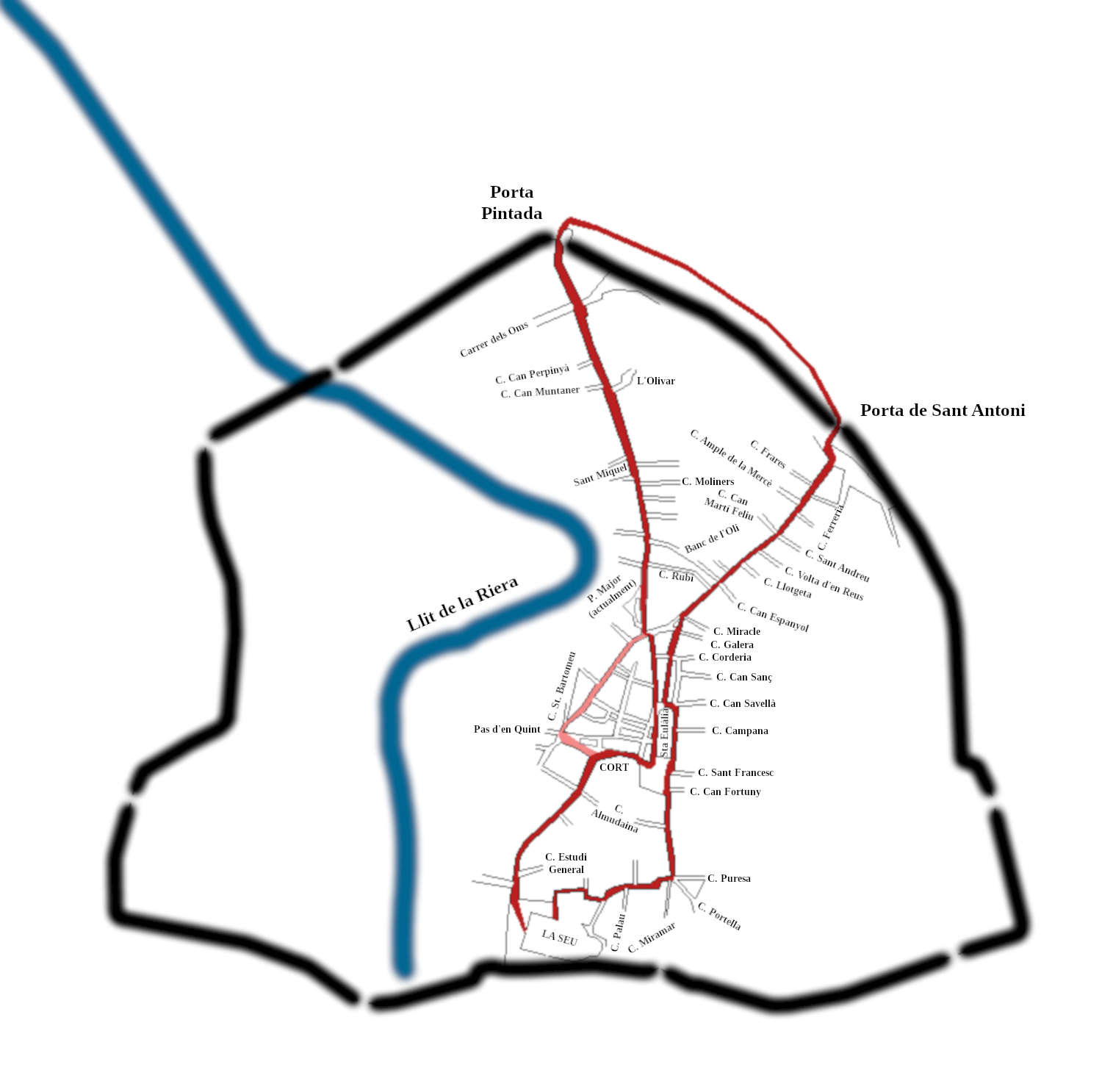
Recorregut medieval

Els actes començaven la vespra, quan els Jurats treien l'Estendard en un acte acompanyat de música.
L'endemà, els Jurats començaven assistint a una missa que se celebrava dins la Sala, a la capella de Sant Andreu, i acabada la missa sortien a la plaça, on arribaven els caps dels col·legis i es tornava a treure l'Estendard, pel balcó i amb un sistema complex de cordes per tal de no inclinar-lo, cosa que hauria estat una falta de respecte, i era honrat amb una salva. D'allà partien en processó cap a la Seu per començar l'anomenada Colcada; i hi participava tot tipus de personatges civils, de prohoms col·legials a menestrals i oficials, principalment de la Universitat (macers, jurats, lleonats...), a més de molts de músics contractats i el penoner amb l'Estendard. També hi participaven membres de la companyia d'artillers de la Universitat, i també el batle, el veguer i el mestre de guaita, armats a l'antiga, que feien ronda per la ciutat, passejant els esclaus.
Abans d'arribar a la Seu, la processó passava pel castell de l'Almudaina, on s'incorporaven els representants reials: el virrei, les companyies d'arcabussers i els cavalls armats. D'aquí avançaven cap a la plaça de l'Almoina. A l'Almoina els esperava tot l'estament religiós, del qual participaven els penoners de la Seu i de les parròquies, la creu processional, els frares cistercencs, els mendicants, els del Socors i els carmelitans, els preveres de les parròquies, els canonges, els Evangelis portats per un escolà o diaca, l'abat de la Real, dues imatges de la Mare de Déu, una Verònica i, finalment, el Bisbe.
La processó (o colcada) partia pel carrer del Deganat i anava fins a Santa Eulàlia pels carrers de Sant Pere Nolasc i d'en Morei. Llavors anava pel carrer del Sant Crist i passava per la Carnisseria fins a arribar al carrer del Sindicat, el qual recorria fins al final. Antigament, un segment del dit carrer s'anomenava de Sant Silvestre i Santa Coloma, justament pel fet que la processó de l'Estendard passava per aquest carrer, atès que el dia dedicat a aquests sants és el trenta-u de desembre. Arribats a la Porta de Sant Antoni, la processó cridava dues vegades Sant Antoni!, per l'església de Sant Antoni de Pàdua que hi havia, i una vegada Sant Jordi, per una capella que aquest sant tenia dedicada a la dita església.
Per sortir de la ciutat i superar la porta, en comptes d'ajeure l'Estendard, es feia passar per damunt la porta per mitjà d'un sistema elaborat amb ormejos dels mariners, per evitar la falta de respecte que hauria estat allargar-lo. Llavors, una vegada fora de la ciutat, es deia el sermó al lloc dit el Peiró, conegut com a Sermó de la Conquista, on es recordava els fets de la Conquista seguint el relat de Pere Marsili, Joan Binimelis o Joan Dameto, en funció de l'època. Del Peiró continuava per l'exterior fins a la Porta Pintada.
A la Porta Pintada es produïa el moment més àlgid de la festa, que reproduïa l'entrada del Rei en Jaume a la ciutat el trenta-u de desembre de 1229 per la mateixa porta, llavors dita Bab-al-Kahl i adaptat en català Babalcofol. Altra vegada, l'Estendard superava la porta per damunt, sense ser ajagut en cap moment, i en el moment en què es trobava dalt de la porta es disparaven salves i es cantava el Te Deum. Per obrir la porta, amb la creu processional es donaven tres cops a la porta, com encara es fa a la Diada de Menorca per Sant Antoni.
La processó continuava pel carrer de Sant Miquel, el carrer per on entrà el rei, mentre a l'església s'hi deia una missa. Hi arribava en el moment de l'elevació, i així els membres que processaven combregaven i continuaven amb la processó. És probable que aquesta missa sigui tan antiga o més que la mateixa processó, tal vegada continuadora de la tradició començada amb la primera missa dita dins la ciutat, a la mateixa església (llavors mesquida).
Prosseguia la colcada pel carrer de Sant Miquel i el de l'Argenteria (llavors no existia el carrer de Colom, obert a mitjan segle xix), passava per Cort i pel carrer de Palau Reial arribava a la Seu, per on entrava pel portal major. Allà el bisbe donava la benedicció, i la part laica continuava la processó: deixava el virrei i les companyies militars reials a l'Almudaina, i la part civil continuava fins a Cort, on entraven l'Estendard pel balcó.

#### Canvis

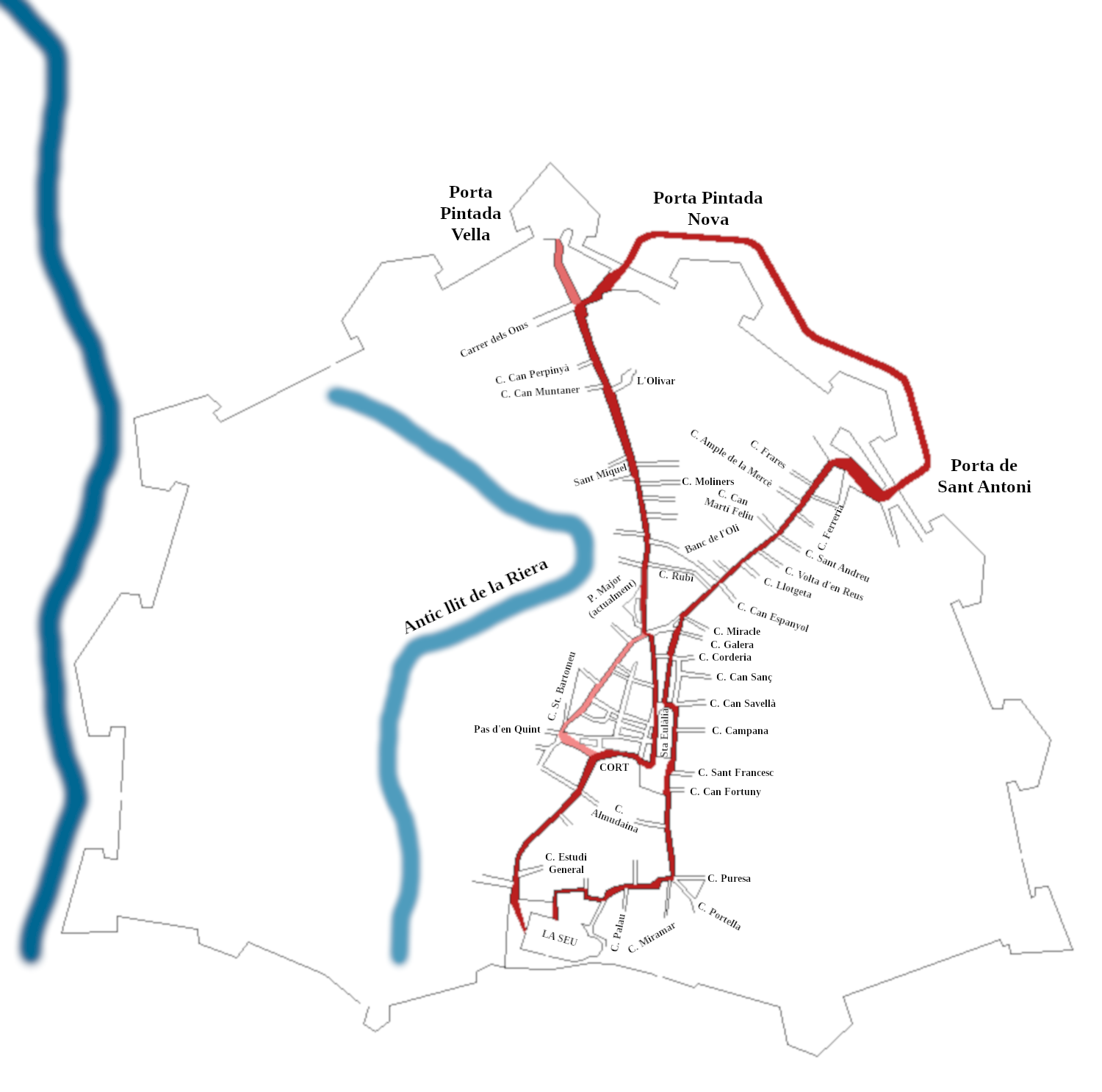
Recorregut fins a 1828

En els gairebé vuit-cents anys d'història que té la festa els canvis que ha patit han estat notables, principalment al segle xvi i al segle xix, i no sempre motivats per causes internes de la festa.
Així, el segle xvi, les armes que portava el portaestendard durant la festa foren associades amb la figura del Rei en Jaume (pel fet que l'Estendard representava la persona del rei) i deixaren de processar, i així romangueren a la plaça de Cort juntament amb un retrat del rei, que començà a ser exhibit aquell mateix segle.
Un dels principals canvis fou motivat per causes externes i afectava la Porta Pintada. Així, durant el segle xvi es bastiren unes noves murades, que obriren una nova Porta Pintada (dita Porta Pintada Nova, amb el temps) i l'antiga, que es respectà, deixà de connectar amb l'exterior, ans solament portava a un bastió, i així la processó deixà de passar per la porta originària. Per altra banda, les noves portes no tenien torres, i això provocà que el ritual d'alçament de l'Estendard amb cordes fos impossible i, en resum, el segle xvii l'Estendard ja havia deixat de fer part de la processó, ans romania a la plaça de Cort, i així perdé protagonisme. Els cavalls armats que l'acompanyaven també deixaren de processar, perquè representaven la guàrdia reial, que a partir de llavors restava a la plaça. Per altra banda, com que es perdé el ritual dels ormejos dels mariners, l'Estendard cessà de ser davallat pel balcó, i començà a ser ajagut sense pudor. També al segle xvi el Sermó passà a dir-se dins la seu, i no al Peiró, i així ho feu una vegada acabada la Colcada, i no pas de camí. Això causà que, al final, el sermó es desvinculàs de la colcada, la qual fou abandonada, però no pas el sermó.
Ja al segle xviii, amb els Decrets de Nova Planta, les institucions pròpies del Regne foren abolides, i així desaparegueren les autoritats civils, principals protectores de la festa fins llavors. De festa insular passà a ser municipal (organitzada per l'Ajuntament, i no pas per la Universitat, que representava el Regne); el virrei fou substituït pel capità general, el qual no participà de la festa; i solament hi participava la companyia reial, atès que la del Regne fou, naturalment, suprimida. També desaparegueren les figures del veguer i del batle.
En canvi, el cap de guaita sí que es mantengué, però degenerà en un personatge histriònic i còmic anomenat Senyor Lluc de la Meca, que feia plasenteries per alegrar els infants però que donà un to poc solemne a la festa, del qual els regidors més senyors s'avergonyien. Aquest personatge fou molt popular els darrers anys que es feu la colcada, i té força protagonisme al relat de Pere d'Alcàntara Penya. El Senyor Lluc de la Meca representava el Rei Moro lliurant les claus de la ciutat als conqueridors.
La colcada entrà en decadència per la manca de suport polític de les institucions, i així es deixà de celebrar el 1830. A partir d'aquest moment, els actes es limitaren a la treta de l'Estendard i la missa major (a partir de 1851) a la Seu, amb el corresponent Sermó de la Conquista (en castellà a partir de 1776). Les armes mítiques s'exhibiren per darrera vegada el 1831, atès que foren reclamades per Ferran VII. Solament el recolzament incondicional del poble mantengué viva la festa, per mitjà de la participació ferma i el ressò i la reivindicació de la premsa.
El 1894 un incendi a Cort cremà l'Estendard, el qual, considerat original, no es renovà, i arribà a no ser tret pel mal aspecte que tenia, de manera que durant bona part del segle xx només se'n treia l'asta emmurtada. El 1908, enderrocades les murades, la Porta Pintada fou conservada i declarada monument nacional, però el 1912 fou enderrocada i s'esfumà la possibilitat de reprendre la colcada.
La Renaixença es decidí a donar empenta la festa, i així el 1901 mossèn Antoni Maria Alcover, canonge de la Seu, fou l'encarregat del Sermó, i ho feu més de cent anys més tard en català. Més tard, el 1929, en el setè centenari de la Conquista, hom bastí un monument eqüestre del Rei en Jaume a la plaça de la Porta Pintada, on el 1935 el temps nasqué un acte d'ofrena floral de les institucions i de la societat civil. Per engrandir la festa, l'Ajuntament hi afegí elements folclòrics com la col·locació d'una parella de gegants vestits de pagès, en contrast amb l'ornamentació tradicional de domassos i quadres dels fills il·lustres i de tema històric.
El 1965 s'incorporà als actes la recitació del poema La Colcada, escrit cent anys enrere per Pere d'Alcàntara Penya per reivindicar l'esplendor de la festa, primer davant el monument més tard a la plaça de Cort; reprengué la declamació la mateixa Cristina Valls Aguiló, a la qual seguí sa filla Catalina Valls Aguiló i, finalment, Miquela Lladó. A partir del 1969 es reincorporà l'Estendard, amb un pom a l'asta amb la cimera reial de la vibra. A partir de la dècada de 1990 s'exposa una còpia de la cimera tramesa per l'Armeria Reial de Madrid com a resposta a la reclamació de l'Ajuntament de Palma de la devolució de l'original.
De 1986 ençà, hi ha hagut associacions que celebren a Palma diversos actes, entre els quals, de 1987 ençà, una manifestació per l'autodeterminació nacional, la qual és convocada per totes les entitats i partits nacionalistes i per qualque organització d'esquerres i se celebra la nit del dia trenta. La coincidència d'aquesta manifestació amb l'ofrena floral del monument de Jaume I, també mogut a dia trenta, ha atret participants que expressen rebuig envers els partits espanyols en relació amb la qüestió nacional. El component reivindicatiu prengué força l'any 1992, després que l'any anterior el batle Joan Fageda Aubert, del Partit Popular, hagués afegit a l'Estendard una franja morada per diferenciar-lo de la Senyera Reial. La conseqüència de les reivindicacions i protestes fou que la lectura del pregó deixàs de ser al monument del Conqueridor i que l'exèrcit espanyol deixàs de participar en la diada, el qual d'ençà de la guerra de Successió havia substituït les tropes mallorquines. Per altra banda, el Consell Insular de Mallorca ha creat la seva pròpia festa per molt que la de l'Estendard s'havia celebrat secularment a tota l'illa.
El 20 d'octubre de 2006, la Comissió Insular d'Ordenació del Territori, Urbanisme i Patrimoni Històric del Consell va acordar per unanimitat incoar expedient per a la declaració de la festa de l'Estendard com a bé d'interès cultural immaterial (acord publicat al BOIB núm. 166, de 23 de novembre de 2006). Aquesta declaració finalment es va produir mitjançant l'acord del Ple del Consell de Mallorca de 5 de novembre de 2007 (recollit al BOIB núm. 186, de 15 de desembre de 2007).

### Els símbols
- El símbol principal i motiu absolut de la festa és l'Estendard, una senyera amb els quatre pals nuus que simbolitza el Rei en Jaume com a actor principal de la Conquista, acte fundacional del poble mallorquí i restablidor de la cristiandat a Mallorca. L'Estendard es cremà el 1894 i durant molts d'anys no s'exhibí, però el 1969 se'n feu un de nou i ara es torna a exhibir.

- Les armes mítiques del Rei en Jaume, entre les quals destaca la cimera reial. Fou reclamada pel rei Ferran VII el 1831 i així no s'exposà durant més de cent anys; a final de segle xx se'n feu una còpia i es reclamà l'original, el qual no ha estat retornat. També destaca el retrat del rei, que s'exposa d'ençà del segle xvi i que entre els infants és popular per ser l'home dels nassos.[29]

- El Sermó de la Conquista és un altre element clau de la festa, que ha ajudat molt perquè el poble mallorquí es forjàs una idea de la magnitud de la figura del Rei en Jaume, i així es recull en gran nombre de manifestacions populars en què apareix la figura del dit rei. Fins al segle xvi es deia a la zona del Peiró, però a mitjan segle passà a dir-se a la Seu, i encara ara s'hi diu. Es tracta d'un dels punts clau de la festa.[30]

- La Porta Pintada era un altre pilar de la festa mentre es duia a terme la colcada, car es tracta de la porta per la qual el Rei en Jaume va passar quan va conquerir la ciutat. El segle xvi fou gairebé cegada i perdé molt de protagonisme, fins a deixar de participar de la festa. Fou finalment enderrocada el 1912.

- L'estàtua eqüestre del Rei en Jaume és un monument que fou col·locat a la plaça de la Porta Pintada en el setè centenari de la Conquista i que, atesa l'absència de la Porta Pintada i la seva proximitat, n'ha substituït el simbolisme en certa manera. La vespra de la festa s'hi celebra una ofrena floral.

- El poema la Colcada, de Pere d'Alcàntara Penya, una composició que s'inscriu en el context de la Renaixença i que es plany per la pèrdua de la grandiositat i pompositat de la festa com a commemoració del naixement d'un poble. Fou escrit el 1863 i guanyà molta de popularitat en el poble gràcies a la revista L'Ignorància i tot el ressò que va tenir, i finalment una declamació teatralitzada ha estat inclosa entre els actes oficials de la festa.[31]

- Entre altres elements simbòlics menors, destaca la imatge de la Mare de Déu de la Salut (Palma), patrona de la ciutat juntament amb Sant Sebastià, una marededéu identificada amb la imatge que portà l'expedició del Rei en Jaume i que els salvà durant el naufragi; i el Sant Crist de la Conquesta, una imatge tenguda a Santa Eulàlia identificada el segle xviii amb la que el papa donà a Pere el Catòlic per la conquesta de Mallorca i que, mort son pare, el Rei en Jaume va portar quan va venir a conquerir l'illa.[32]

### Estudis
Les principals aportacions a l'estudi històric de la Festa de l'Estendard han estat la de l'arxiver municipal Benet Pons i Fàbregas, a començament del segle xx, la dels medievalistes Gabriel Llompart i Moragues i Ramon Rosselló i Vaquer i, a la darreria del segle, les d'Antoni I. Alomar i Canyelles i Antoni Quintana i Torres.